# فرج بیگی
فرج بیگی (شهرک یمین‌آباد)، روستایی از توابع بخش مرکزی شهرستان زرین‌دشت در استان فارس ایران است.

## جمعیت
این روستا در دهستان زیرآب قرار دارد و براساس سرشماری مرکز آمار ایران در سال ۱۳۸۵، جمعیت آن ۵۸۰ نفر (۱۲۴خانوار) بوده‌است.